# グルグラム
グルグラム（ヒンディー語: गुरुग्राम、英語: Gurugram）は、インドの首都デリーの南西約30kmに位置するインド共和国北部のハリヤーナー州に属する都市。旧称はグルガオン（ヒンディー語: गुड़गाँव、英語: Gurgaon）。

## 概要

### 名前の由来
グルはヒンドゥー社会における「師」、グラムは村の意味で、マハーバーラタに登場する武芸の師ドローナに由来すると言われている。
2016年4月12日、ハリヤーナー州政府のスポークスマンが、都市名をグルガオンからグルグラムに変更すると発表した。

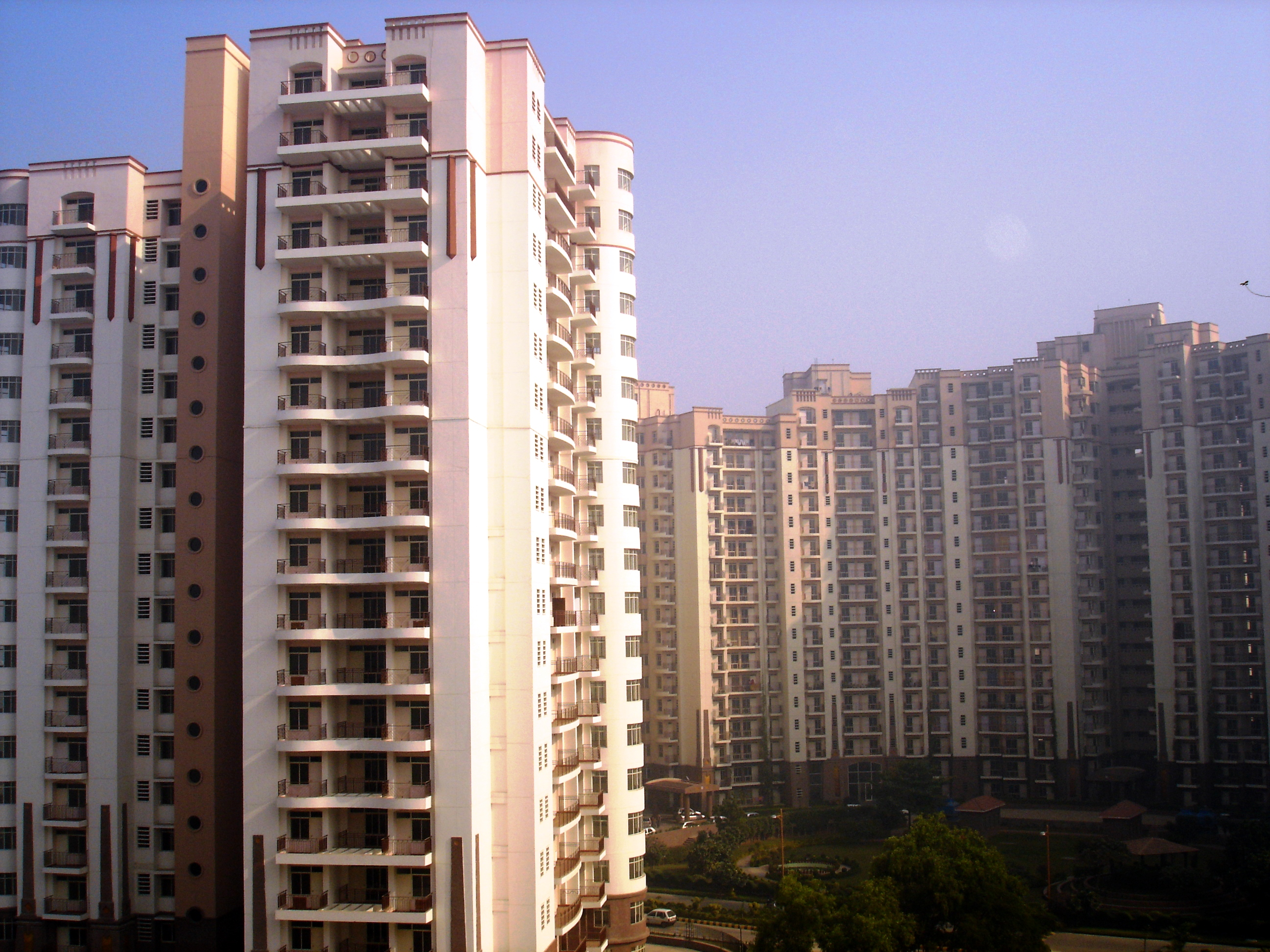
エッセル・タワーズ
デリーのベッドタウンとなったグルグラムに建設された集合住宅

## 地理
ハリヤーナー州に属しているが、デリーの衛星都市・サイバー都市として急速な発展を遂げつつある。

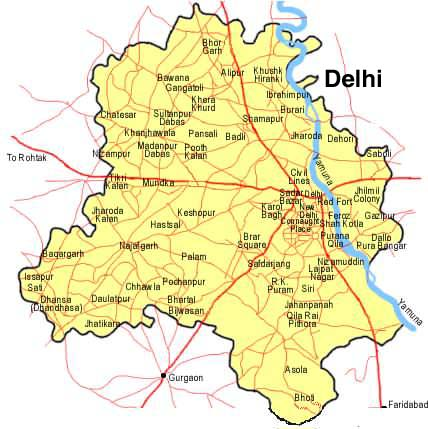
グルグラムとデリーの関係
地図の中央下に位置し、デリーの衛星都市であることが判かる

人口は、約876,900人（2011年）。

### 環境問題
急速な経済発展は大気汚染などを引き起こし生活環境を悪化させつつある。2019年、グリーンピースなどが発表した世界3000都市の空気質指数データによれば、最も高い数値を示した（大気汚染が顕著な）都市がグルグラムであった。2018年の空気質指数の平均は135.8。アメリカ環境保護局が「全ての人に非常に有害」とする基準の200を超えた月も2カ月あった。

## 経済

市内のショッピングモール

グルグラムの産業は主に「ソフトウェア」、「情報技術」、「サービス」である。首都のデリーに近接している事もあり、物流拠点として交通インフラの整備が著しく進んだ。
現在ではコカ・コーラ、ペプシ、BMW、アジレント・テクノロジーなど、多くの外資系企業がインド本社を構えている。

自動車産業
グルグラムでの産業の始まりは、1970年代にスズキのインド法人「マルチ・スズキ・インディア（Maruti Suzuki Private Limited）」が自動車製造工場を設立したのが始まりである。その後、「DLFリミテッド」が大規模な拠点を構えた。
1997年にはアメリカの大手ブランド企業であるゼネラル・エレクトリック社が設立されたことで、国内外の企業が相次いで拠点展開した。

### 主な産業
IT産業
2000年代初頭の時点でも砂漠同然の街とも言われていたが、デリーとの距離の近さから都市開発が急速に進み、デリーの衛星都市として急速に発展した。
「Google」や「IBM」といった国際的な企業も多数所在している。
サービス業
小売はグルグラムの重要な産業であり、26のショッピングモールが存在する。また、グルグラムの1人当たりの所得はインドで3番目に高い水準であり、国内で最も注目されている都市であり不動産業が盛んな都市である。
日本の航空会社である全日本空輸は、グルグラムのタイムタワーにデリー営業所を置いている。

## 教育

ITMグルグラム大学

### 大学
- ITMグルグラム大学（英語版）

## 交通

### 空港
市内に空港はないが、北部はデリーのインディラガンディー国際空港から近い。

### 鉄道

#### 地下鉄
グルグラムには、デリーから直通し東西に横切るデリー・メトロイエローラインと、 イエローラインSikandarpur駅で乗り換え可能な南北に走るラピッド・メトロが存在する。どちらも「メトロ」と名がついているが、地上の高架を走行している。

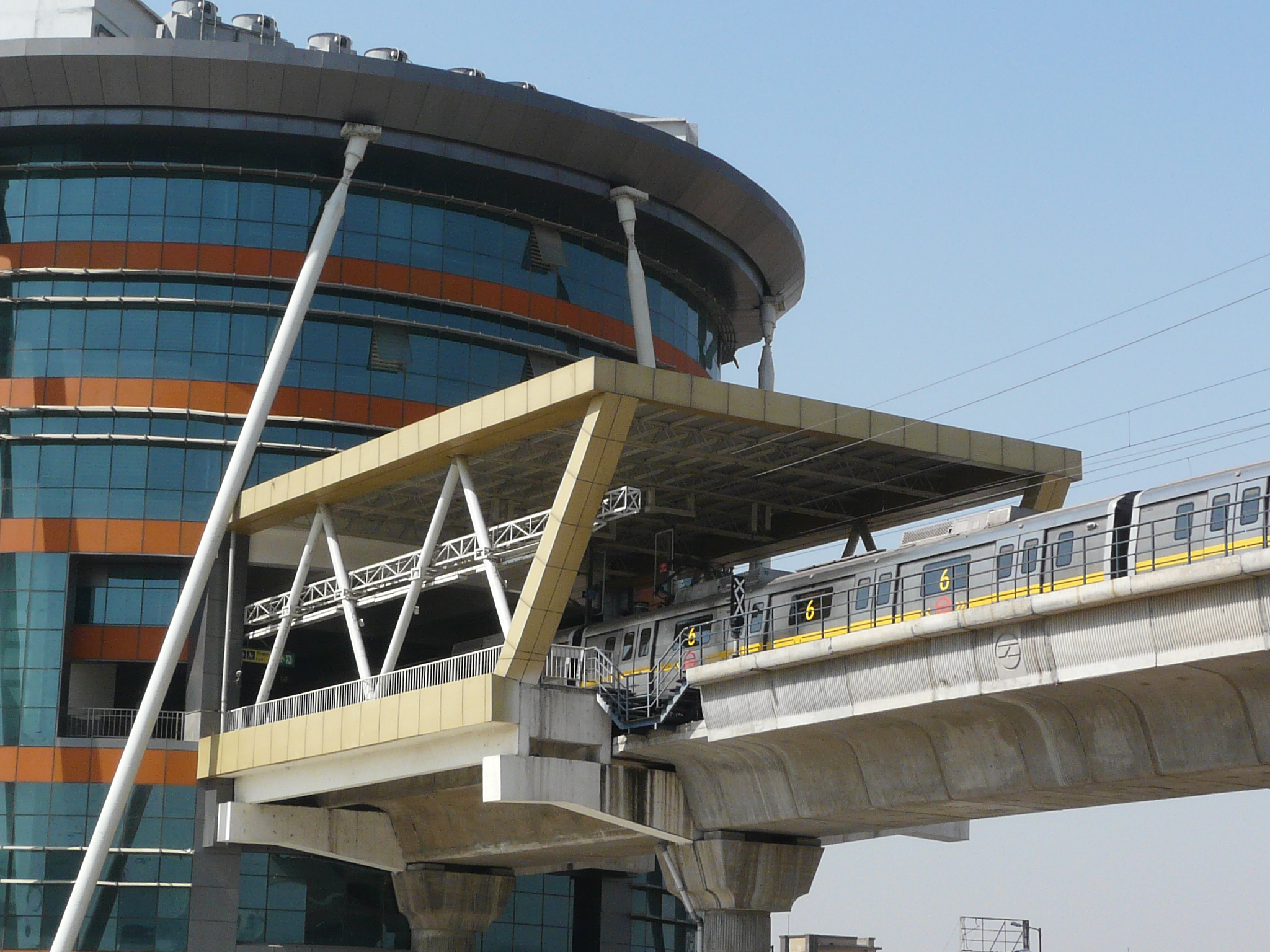
HUDAシティセンター駅

- デリー・メトロ
  - イエローライン
- ラピッド・メトロ

### 道路

#### 高速道路

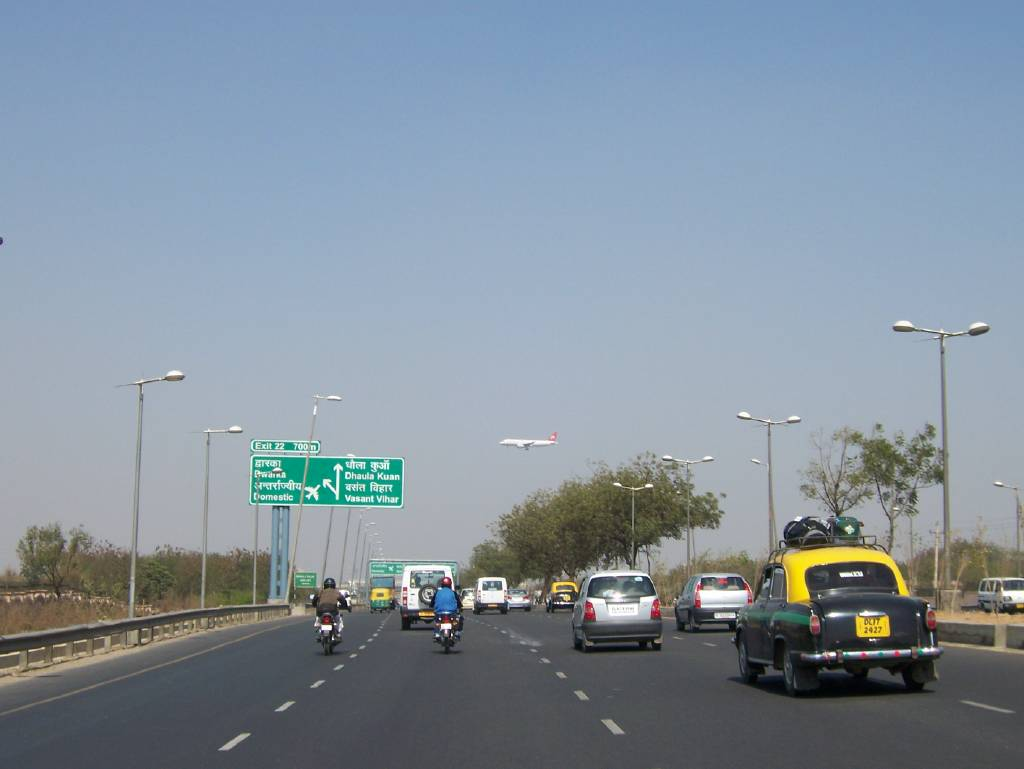
デリー・グルガオン高速

- デリー・グルガオン高速